# Strijkkwartet nr. 1 (Carter)
Elliott Carter componeerde zijn Strijkkwartet nr. 1 in de woestijn van Arizona gedurende de jaren 1950 en 51. Carter had het een aantal jaren eerder opgegeven, dat hij goed in het gehoor liggende muziek moest componeren. Met dit strijkkwartet zette hij op papier zoals hij zijn composities voortaan wilde schrijven, ongeacht of ze makkelijk te spelen of te beluisteren waren. Het enige wat nog aan zijn klassieke periode doet denken is de indeling.

## Compositie
Het strijkkwartet kent de volgende delen:
I: Fantasia: Maestoso / Allegro scorrevole
II: Allegro scorrevole / Adagio
III: Variations.
Aan bovenstaande notities blijkt al dat er weliswaar een vijfdelige indeling is, maar de delen wordt continu achter elkaar gespeeld. De eerste pauze zit midden in het deel Allegro scorrevole; waardoor de vierdelig opzet uitloopt in een vijfdelig kwartet. De tweede pauze zit in het laatste deel. Hij paste in dit werk ook zijn metric modulation toe. Dat houdt in dat er wel tempowisselingen zijn, maar dat blijft verborgen voor de luisteraar. Naast tempowisselingen zijn er tal van wisselingen in toonaarden.
De componist legde later uit: hij begon aan dit strijkkwartet naar aanleiding van een muziekprijs van de stad Luik. Na zijn celloconate had hij nog zo veel ideeën in zijn hoofd, dat hij die wilde samenbundelen in een strijkkwartet. Hij heeft ter studie talloze strijkkwartetten beluisterd. Hij verwachtte niet dat het werk ooit uitgevoerd zou worden, maar tot zijn eigen verbazing kreeg zijn strijkkwartet de eerste prijs toebedeeld. Het werk is daarna nog talloze malen gespeeld.

## Bron en discografie
- Uitgave Naxos: Pacifica Quartet